# Hasse Olsson (journalist)
Hasse Olsson, född 4 oktober 1940, är en svensk journalist. Hasse Olsson var journalist på Expressen, Veckans Affärer, Byggnadsindustrin och Svenska Dagbladet. År 1980 blev han chefredaktör för Dagens Industri och gjorde tidningen till en journalistiskt och ekonomiskt mycket framgångsrik dagstidning. Han efterträddes 2003 av Gunilla Herlitz.
År 2000 instiftades Hasse Olssons pris till årets ekonomijournalist. 
Hasse Olsson var 2005 gästprofessor vid Institutionen för journalistik, medier och kommunikation (Göteborg).